# Paracorde

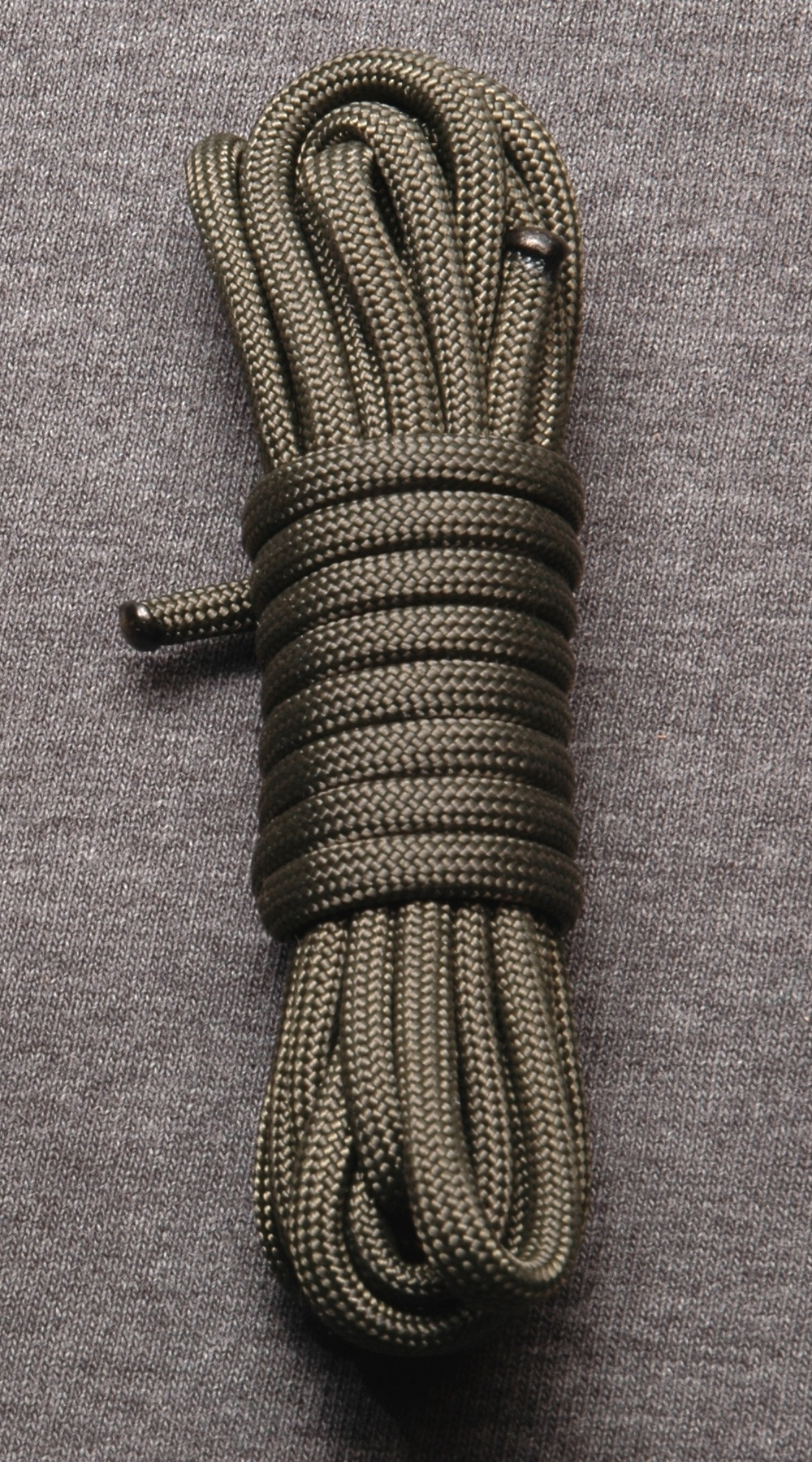
Paracorde de type III.

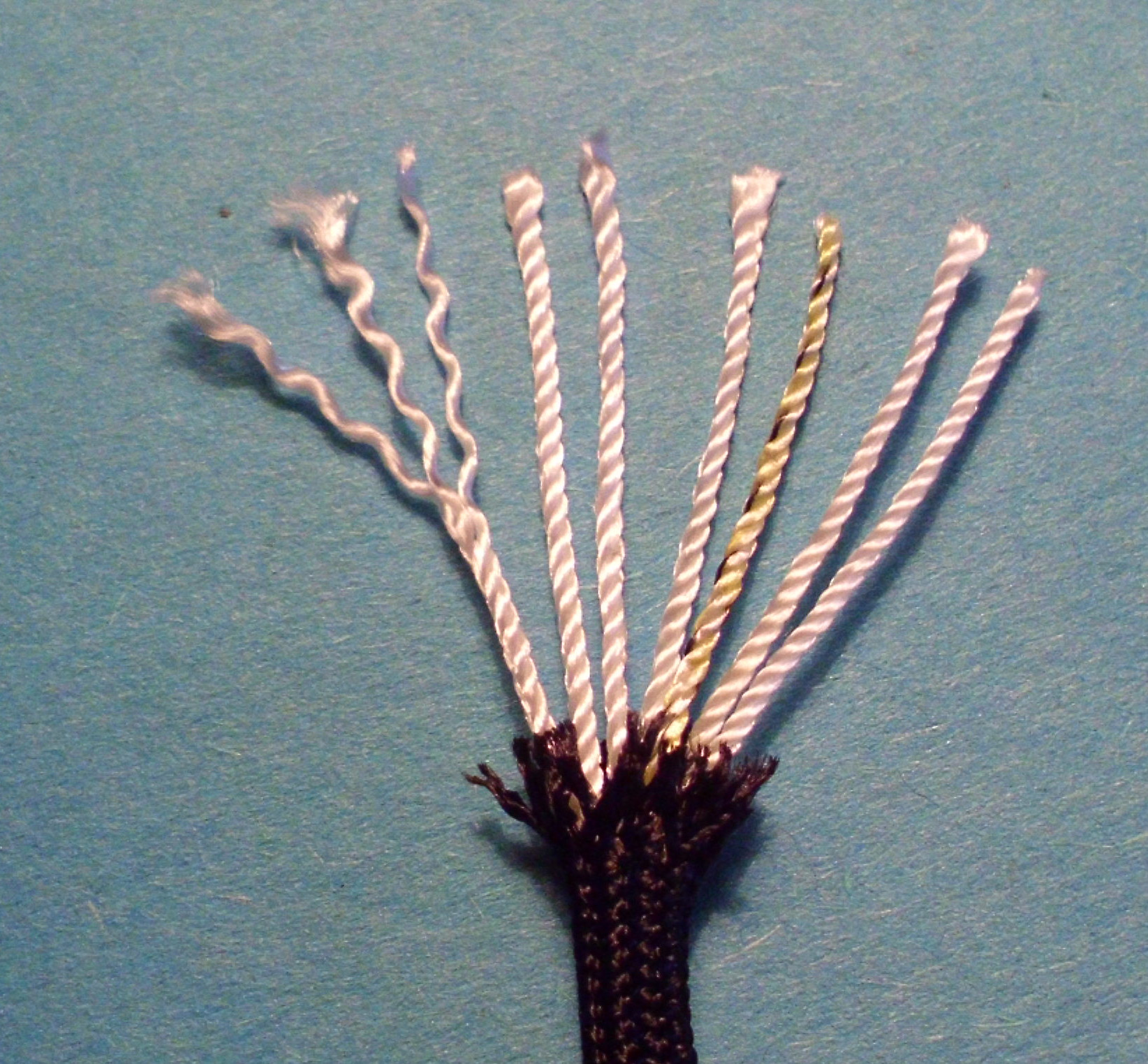
Vue de la gaine et des sept filins interne d'un paracorde de type III à usage militaire.

La paracorde est une corde nylon multibrins gainée légère, robuste et élastique, initialement utilisée pour les suspentes de parachutes américains durant la Seconde Guerre mondiale, encore utilisée de nos jours. Sur le terrain, de nombreuses autres utilisations lui ont été trouvées, la rendant populaire dans le monde militaire, puis dans l’utilisation civile.

## Historique
Bien qu'historiquement liées aux troupes aéroportées américaines, la plupart des unités américaines étaient équipées en paracorde, et l'utilisaient dans toutes les situations nécessitant un cordage léger. Typiquement, la cordelette était employée pour attacher des objets aux sac à dos, à arrimer ceux-ci aux véhicules ou à camoufler les véhicules avec des branches d'arbre. Nouée régulièrement, elle permettait aussi d'évaluer la vitesse de progression à pied.
Les fibres centrales du corps de la corde, communément surnommées the guts (les tripes) étaient parfois retirées lorsque des ficelles plus fines étaient requises. Les fibres internes ont ainsi été employées en tant que fil à coudre pour effectuer du raccommodage, pour faire office de fil de pêche ou de lacets de chaussure. Les extrémités des paracordes étaient fondues ou serties pour éviter qu'elles s'effilochent.
Cette corde polyvalente a même été utilisée en 1997 par des cosmonautes lors de la mission STS-82, pour réparer le  télescope spatial Hubble.
Aujourd'hui, la paracorde est principalement utilisée pour la confection de bracelets de survie ou parfois en tant qu'accessoire décoratif. Le bracelet de survie est alors d'une certaine manière un accessoire de mode pour les survivalistes.

## Types
La paracorde en usage dans l'armée américaine est définie par la norme MIL-C-5040H, qui la divise en six catégories : I, IA, II, IIA, III, IV. Les paracordes de type IA et IIA sont composées uniquement de la gaine, sans fibres internes. Celles de type III sont les plus couramment utilisées. Elles sont souvent désignées en tant que 550, en référence à leur point de rupture situé à 550 livres.
La norme militaire édicte un certain nombre de paramètres à respecter pour que le produit soit conforme aux contraintes opérationnelles. Bien que la quantification du nombre de deniers des fibres internes et des fils composants la gaine soit spécifiée, il n'existe aucune restriction de diamètre.
| Type | Résistance minimale | Allongement minimal | Longueur par livre minimale      | Filins centraux        | Structure de la gaine |
| ---- | ------------------- | ------------------- | -------------------------------- | ---------------------- | --------------------- |
| I    | 100 lb (45 kg)      | 30 %                | 950 ft (290 m ; max. 1,57 g/m)   | 1                      | 16/1                  |
| IA   | 95 lb (43 kg)       | 30 %                | 1 050 ft (320 m ; max. 1,42 g/m) | Pas de filins centraux | 16/1                  |
| II   | 400 lb (181 kg)     | 30 %                | 265 ft (81 m ; max. 5,62 g/m)    | de 4 à 7               | 32/1 ou 36/1          |
| IIA  | 225 lb (102 kg)     | 30 %                | 495 ft (151 m ; max. 3,00 g/m)   | Pas de filins centraux | 32/1 ou 36/1          |
| III  | 550 lb (249 kg)     | 30 %                | 225 ft (69 m ; max. 6,61 g/m)    | de 7 à 9               | 32/1 ou 36/1          |
| IV   | 750 lb (340 kg)     | 30 %                | 165 ft (50 m ; max. 9,02 g/m)    | 11                     | 32/1, 36/1, ou 44/1   |

## Couleurs
Il n'existe en temps normal que peu de couleurs pour la paracorde, les seules étant liées à son utilisation militaire : noir, beige sable/coyote, vert feuille, vert kaki, rouge (usage médical), orange (visibilité pour le sauvetage), bleu marine, gris, blanc et sans coloris. Toute autre couleur est le fruit d'un choix commercial, et ne peut prétendre à une certification militaire. En outre, la composition chimique des colorations et des traitements peut également écarter une paracorde d'une utilisation militaire. La demande soutenue en paracorde 550 pour le marché civil entraîne la production de corde répondant souvent aux normes militaires, bien que d'autres types soient vendus dans un contexte trompeur en raison de l’appellation « paracorde ».
De ce fait, la production destinée à l'usage militaire répond à un cahier des charges strict et détaillé, permettant d'éviter les risques notamment pour les parachutes, mais aussi d'identifier rapidement le lieu de production d'un éventuel lot défectueux. Seules quelques fabriques sont certifiées aptes à la production de paracorde.

## Usage civil
Les propriétés de la paracorde sont autant appréciées des militaires que des civils. La paracorde a été disponible dans le monde civil dès la fin de la Seconde Guerre mondiale, dans un premier temps via les surplus, puis dans les commerces traditionnels, avant d'être vendue en ligne. Néanmoins, la démocratisation de la paracorde s'est traduite par la commercialisation courante de répliques de piètre qualité.
Les randonneurs et autres amateurs de sports de pleine nature portent parfois des bracelets de survie ou bracelets de secours, composés d'une seule longueur de paracorde tressée ou travaillée en macramé. Le but étant de pouvoir défaire le bracelet en cas d'urgence, et d'avoir une cordelette résistante d'environ deux mètres d'un seul tenant pour subvenir aux besoins ponctuels (abri, point de compression, lacet, réparation nécessaire…). Ce concept a notamment été popularisé par le courant survivaliste, et entre autres par l'intermédiaire de Bear Grylls.
Bien d'autres usages en sont faits, que ce soit dans une visée artistique, pratique ou économique.

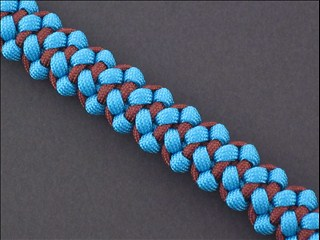
Travail de paracorde aux coloris non officiels.
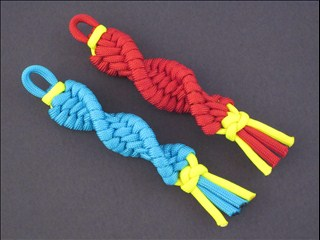
Porte-clefs en paracorde.
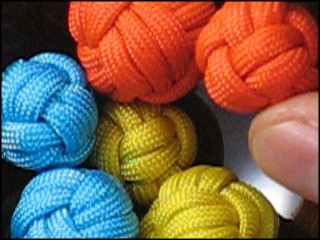
Pomme de touline en paracorde.
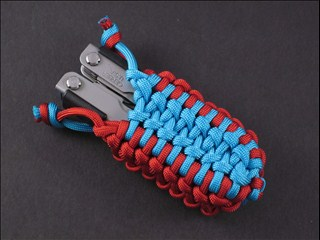
Tressage complexe d'un étui.
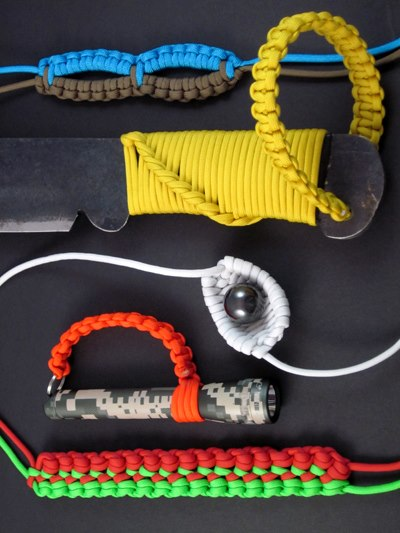
Multiples usages de paracorde.